# Björkholmen (Kalixrivier)
Björkholmen is een ovaal eiland in de Zweedse Kalixälven met een gebouw erop. Het heeft geen oeververbinding. Het heeft een oppervlakte van ongeveer 8 hectare.